# L'Eternauta
L'Eternauta est une revue mensuelle italienne de bande dessinée publiée de 1982 à 1999.
Créée par Alvaro Zerboni, agent littéraire italien ayant de nombreux contacts en Argentine, L'Eternauta propose des récits fantastiques, de science-fiction (tel la série éponyme d'Hector German Oesterheld et Francisco Solano López). D'abord éditée par Edizione Produzione Cartoon, la revue est reprise à partir du soixantième numéro de mars 1988 par Comic Art, qui en confie la direction à Oreste del Buono. 
Le mensuel traduit de nombreuses œuvres d'auteurs argentins (Horacio Altuna, Alberto Breccia, Carlos Trillo, etc.) ou espagnols (Jordi Bernet, Alfonso Font, Ruben Pellejero, Manfred Sommer, etc.), aux côtés d'œuvres locales (Attilio Micheluzzi, Hugo Pratt, Sergio Toppi, etc.) et de quelques auteurs d'expression française (Grzegorz Rosiński, François Schuiten, etc.) ou anglaise (Richard Corben).
Jusqu'au numéro 148 d'août 1995 L'Eternauta est essentiellement composée d'histoires à suivre. À partir du 149, la revue devient une collection, diffusée en kiosque, d'albums franco-belges (La Jeunesse de Blueberry, Durango, Thorgal, etc.). Ce changement de formule ne parvient pas à endiguer le déclin de la publication, à laquelle Comic Art met fin en septembre 2000